# Општина Бустукин (Горж)
Бустукин (рум. Bustuchin) општина је у Румунији у округу Горж.
Oпштина се налази на надморској висини од 336 m.